# Principi di Kiev
Quello che segue è l'elenco dei principi di Kiev che governarono dalla seconda metà del IX secolo al 1470, ovvero durante il cui periodo in cui esistette la Rus' di Kiev e sotto la successiva dominazione mongola e lituana, durante la quale il titolo fu ufficialmente soppresso. Per ciascuno sono riportati il nome, comprensivo del patronimico, il periodo temporale del suo principato e delle note relative ai vari personaggi storici. Nel corso dell'elenco, sono poi riportate alcune caselle esplicative in verde che spiegano come il contesto storico mutò a seguito di determinati importanti eventi.
La discussione sulla natura del titolo e sull'esatta designazione per cui sarebbe più propriamente corretto parlare di "principe di Kiev" e non di "gran principi" è riportato nella voce principale destinata a questa carica, così come le varianti attestate dagli studiosi. Nel periodo in cui esistette la Rus', il titolo implicava funzioni di legislatore, comandante militare, giudice supremo, destinatario dei tributi e vertice dell'amministrazione statale. In seguito assunse un significato più simbolico o subordinato, in particolare quando la città perse la sua centralità politica. Il titolo fu riconvertito in quello di voivoda in occasione della fondazione del voivodato di Kiev nel 1470.

## Elenco
| Nome | Principato                                     | Immagine | Note |
| --- | ---------------------------------------------- | -------- | --- |
| Askold e Dir | 860/864 — 882                                  |          | Furono i primi principi di Kiev noti e i fondatori della prima entità statale variaga sul Dnepr. Si stabilirono nella regione di Kiev dopo aver sconfitto i Poliani, all'epoca vassalli dei Cazari. La Cronaca degli anni passati riferisce che a Kiev vi fossero già dei principi, poiché, dopo la morte dei leggendari fondatori della città, Kij, Šček e Choriv, i loro discendenti avevano continuato a regnare sui Poliani fino all'anno 860/864. Secondo il testo, Askold e Dir erano membri della družina del principe novgorodiano Rjurik, il quale li aveva inviati in una spedizione verso Costantinopoli nel 860/866. Entrambi morirono nell'anno 882, quando Oleg il Saggio attaccò Kiev. |
| Oleg il Saggio | 882 — 912                                      |          | Era un parente o un membro della tribù del leggendario fondatore della Rus', il principe Rjurik, dopo la cui morte nell'879 iniziò a regnare a Novgorod in vece del suo giovane figlio Igor'. Nell'882 giunse a Kiev, uccise gli allora sovrani della città, Askold e Dir, la conquistò e dichiarò la città «madre delle città rus'», iniziando così a governarla. Morì nel 912. Nel trattato rus'-bizantino del 911, sopravvissuto grazie alle cronache, viene definito «gran principe di Rus'» (velikji knjaz'). |
| Igor' Rjurikovič | 912 — 945                                      |          | Figlio del principe Rjurik, era ancora un bambino nell'anno della morte del padre, motivo per cui il suo parente Oleg esercitò il potere in sua vece. Iniziò a regnare dopo la morte di Oleg nel 912 e fu ucciso nel 945 dai Drevljani. |
| Olga | 945 — 964                                      |          | Moglie del principe Igor', iniziò a governare dopo la sua morte nel 945, poiché il loro figlio Svjatoslav era ancora troppo giovane. Il momento esatto in cui cedette il potere al figlio è sconosciuto. L'ultima menzione di lei come sovrana sarebbe da associare all'anno 962 o, seguendo la narrazione della Cronaca degli anni passati, al 964. Nel De Ceremoniis, il titolo di Olga è riportato come «arcontessa (sovrana) dei Rus'». Il continuatore della cronaca di Regino di Prüm la definisce «regina dei Rugi» (regina Rugorum). |
| Svjatoslav I Igor'evič | 964 — 972                                      |          | Figlio del principe Igor' e della principessa Olga, era ancora piccolo quando suo padre morì, dunque sua madre assunse il potere. L'anno in cui iniziò il suo regno indipendente non è noto con esattezza. La Cronaca degli anni passati riferisce diversi episodi che lo riguardarono dal 964 al 972, quando fu ucciso dai Peceneghi. |
| Jaropolk I Svjatoslavič | 972 — 978                                      |          | Figlio di Svjatoslav Igorevič, iniziò a regnare a Kiev dopo la morte del padre, mentre i suoi fratelli Oleg e Vladimiro iniziarono a regnare rispettivamente sui Drevljani e a Novgorod. A seguito di una guerra intestina con i suoi fratelli nel 977, divenne l'unico sovrano dello stato dell'antica Rus', ma fu ucciso da Vladimiro, tornato in Rus', nel 978. |
| Vladimiro I Svjatoslavič | 978 — 1015                                     |          | Figlio di Svjatoslav Igorevič, fu mandato durante il regno di suo padre a governare a Novgorod. Dopo l'assassinio di suo fratello Jaropolk nel 978, divenne l'unico sovrano di Kiev. Governò fino alla sua morte, avvenuta nel 1015. |
| Svjatopolk I Jaropolkovič | 1015—1016                                      |          | Figlio di Vladimiro I Svjatoslavič, al momento della morte di Vladimiro si trovava imprigionato a Kiev, ma fu liberato e senza particolari difficoltà salì al trono. Durante la guerra civile scoppiata nel 1015, uccise i fratelli Boris, Gleb e Svjatoslav, guadagnandosi il triste soprannome di Svjatopolk "il Dannato". Ad ogni modo, già nel 1016, dopo la battaglia di Ljubeč, fu cacciato da Kiev ad opera del fratello, il principe di Novgorod Jaroslav I Vladimirovič, detto "il Saggio". |
| Jaroslav I Vladimirovič | 1016 — 1018                                    |          | Soprannominato "il Saggio", era figlio di Vladimiro I Svjatoslavič e della principessa di Polack Rogneda Rogvolodovna. Alla morte del padre, gli subentrò in veste di principe di Novgorod. Durante la guerra civile che scoppiò nel 1215, in seguito alla battaglia di Ljubeč del 1016, cacciò il fratello Svjatopolk da Kiev e si sedette sul trono di quella città. Nel 1018, dopo essere stato sconfitto nella battaglia del Bug da suo fratello Svjatopolk e dal principe polacco Boleslao, lasciò Kiev. |
| Svjatopolk I Jaropolkovič (II) | 1018 — 1019                                    |          | Dopo essere fuggito da Kiev nel 1016, si recò in Polonia dal suocero, il principe Boleslao I il Coraggioso. Nel 1018, lui e suo fratello marciarono contro Kiev, sconfissero l'esercito del fratello Jaroslav nella battaglia del Bug e riconquistarono il trono di Kiev. Nello stesso anno, con il sostegno della popolazione locale, scacciò Boleslao dalla città. Nel 1019, perse la battaglia sul fiume Alta contro il fratello Jaroslav, che era tornato con un esercito di Variaghi, e scappò da Kiev. Da allora, scompare da ogni fonte. |
| Jaroslav I Vladimirovič (II) | 1019 — 1054                                    |          | Dopo essere fuggito da Kiev nel 1018, radunò l'esercito variago a Novgorod, tornò a Kiev nel 1019, sconfisse il fratello Svjatopolk nella battaglia sul fiume Alta, lo cacciò e infine si insediò sul trono di Kiev. Nel 1024 (o 1026), dopo che suo fratello Mstislav Vladimirovič prevalse in una contesa che li vide protagonisti, Jaroslav accettò di cedergli la gestione delle terre situate a est del fiume Dnepr. Da allora i due strinsero un saldo rapporto di cooperazione perdurato fino al 1034, anno della morte di Mstislav: si trattò del primo esempio di duumvirato nella storia della Rus'. Riconosciuto come uno dei più importanti principi rus', Jaroslav rimase al potere per più di un trentennio e fino alla sua morte, avvenuta nel 1054. |
| Izjaslav Jaroslavič | 1054 — 1068                                    |          | Figlio di Jaroslav I Vladimirovič, successe al padre quando questi morì, rispettando quanto stabilito dal suo testamento. Contemporaneamente, i suoi fratelli ricevettero in pegno altre città: a Svjatoslav toccò Černihiv, a Vsevolod Perejaslavl', a Igor la Volinia e a Vjačeslav Smolensk. Nel 1067, insieme ai fratelli Svjatoslav e Vsevolod, surclassò il principe di Polack Vseslav Brjačislavič nella battaglia sul Nemiga, lo catturò, lo portò a Kiev e lo rinchiuse in una prigione. L'anno seguente, dopo essere stato sconfitto dai Poloviciani sul fiume Alta ed essere tornato a Kiev, rifiutò di rinunciare al potere e assecondare così la richiesta degli abitanti della città. Ciò finì per portare al suo rovesciamento durante una rivolta popolare, culminata con la liberazione del principe di Polack Vseslav dalla prigione e il suo insediamento sul trono di Kiev. |
| Vsevlav Brjačislavič | 1068 — 1069                                    | центр    | Fu l'unico rappresentante del ramo rjurikide di Polack a sedere sul trono di Kiev fino alla dissoluzione della Rus'. Pronipote di Rogvolod, di Vladimiro I Svjatoslavič e di Rogneda, era figlio di Brjačislav Izyaslavič. Nel 1067, in veste di principe di Polack, non prevalse nella battaglia di Nemiga e fu catturato dal principe di Kiev Izjaslav Jaroslavič, che lo condusse a Kiev e lo imprigionò. Nel 1068, dopo la destituzione di Izjaslav a seguito di una rivolta popolare, fu liberato dalla prigione dagli abitanti della città e insediato sul trono di Kiev. L'anno seguente, Izjaslav, fuggito in Polonia dal cugino Boleslao II, radunò un esercito e lo diresse verso a Kiev. Vseslav, che si presentò loro dinanzi cone truppe che era riuscito a radunare, abbandonò improvvisamente lo schieramento e fuggì. Nel 1071, riuscì a riprendere possesso del principato di Polack e lo amministrò fino alla sua morte, avvenuta nel 1101. |
| Izjaslav Jaroslavič (II) | 1069 — 1073                                    |          | Dopo essere stato rovesciato dai kievani nel 1068, fuggì in Polonia alla corte del cugino Boleslao II, che lo aiutò a radunare un esercito direttosi presto verso Kiev. Vseslav, il quale aveva radunato delle truppe per ostacolare il nemico, abbandonò improvvisamente il suo schieramento e si diede alla fuga. I fratelli di Izjaslav, Svjatoslav e Vsevolod, grazie a cui era stato possibile ritornare in controllo della capitale, chiesero a Izjaslav di non punire i kievani pentiti. Per riferire il messaggio, incaricarono il figlio di Izjaslav, Mstislav, che appena giunto in città giustiziò di sua iniziativa settanta aristocratici o oppositori di suo padre. Nel 1073, litigò con i suoi fratelli, il principe di Černihiv Svjatoslav e il principe di Perejaslavl' Vsevolod, fu da loro rovesciato e provò a perorare la sua causa in Polonia, dopodiché nel Sacro Romano Impero. |
| Svjatoslav Jaroslavič | 1073 — 1076                                    |          | Figlio di Jaroslav I Vladimirovič, dopo la morte del padre nel 1054 ricevette per testamento il principato di Černihiv. Nel 1073, insieme al fratello e principe di Perejaslavl' Vsevolod, rovesciò ed espulse l'altro fratello Izjaslav da Kiev, assicurandosi così il trono di Kiev. Rimase al potere fino alla sua morte, avvenuta nel 1076. Fu l'ultimo a venire contemporaneamente chiamato «gran principe» (velikij knjaz') e «khagan». |
| Vsevolod I Jaroslavič | 1076 — 1077                                    |          | Figlio di Jaroslav I Vladimirovič, dopo la morte del padre nel 1054, ricevette per via testamentaria il principato di Perejaslavl'. Nel 1073, insieme a un fratello, il principe di Černihiv Svjatoslav, rovesciò ed espulse l'altro fratello Izjaslav da Kiev. Contemporaneamente, Svjatoslav salì al trono di Kiev e Vsevolod gli subentrò a Černihiv. Si insediò poi nella capitale dopo la morte del fratello Svjatoslav nel 1076, ma sei mesi dopo lo cedette a Izjaslav, che al comando di un esercito polacco era riuscito a ritornare al comando. In seguito, tornò a Černihiv. Per rimarcare i suoi diritti, aggiunse al suo sigillo la formula «principe di tutta la Rus'». |
| Izjaslav I Jaroslavič (III) | 1077 — 1078                                    |          | Dopo essere stato espulso da Kiev nel 1073 dai suoi fratelli Svjatoslav e Vsevolod, cercò sostegno in Polonia, Sacro Romano Impero e persino a Roma, rivolgendosi a papa Gregorio VII, ma non lo ottenne. Dopo la morte di suo fratello Svjatoslav, che governava Kiev, nel 1076, riuscì a radunare un esercito in Polonia e marciò verso Kiev, ma lungo il cammino concluse la pace con Vsevolod, che subentrò al trono di Kiev dopo Svjatoslav, secondo la quale il principato di Kiev passò nuovamente a Izjaslav, e Vsevolod tornò a Černigov. Nel 1078, insieme a Vsevolod, partecipò a una guerra civile contro i loro nipoti, i principi Oleg Svjatoslavič e Boris Vjačeslavič, e morì nella battaglia di Nežatina Niva. |
| Vsevolod di Kiev (II) | 1078 — 1093                                    |          | Dopo la morte del fratello Izjaslav nella battaglia di Nežatina Niva nel 1078, tornò a sedere sul trono di Kiev. Rimase al comando fino alla sua morte, avvenuta nel 1093. |
| Svjatopolk Izjaslavič | 1093 — 1113                                    |          | Figlio di Izjaslav Jaroslavič e nipote di Vsevolod Jaroslavič, alla morte del padre, nel 1078, regnò a Novgorod e nel 1088, città dello zio Vsevolod Jaroslavič, si trasferì a Turov, dove governò fino al 1093. Alla morte del principe Vsevolod, era con lui il figlio Vladimiro, che avrebbe potuto salire al trono principesco, ma, non volendo scatenare una guerra, vi rinunciò volontariamente in favore del cugino Svjatopolk. Governò fino alla sua morte, avvenuta nel 1113. |
| Vladimiro Monomaco | 1113 — 1125                                    |          | Figlio di Vsevolod Jaroslavič e soprannominato "il Monomaco", Vladimiro II Vsevolodovič divenne principe di Černihiv e, al momento della morte del padre nel 1093, si trovava a Kiev. Pur avendo potuto reclamare il trono, non volle provocare una guerra, motivo per cui lo cedette volontariamente al cugino Svjatopolk. L'anno seguente, fu espulso da Černihiv dall'altro cugino Oleg Svjatoslavič e trovò rifugio a Perejaslavl', divenendone il sovrano. Dopo la morte di Svjatopolk Izjaslavič nel 1113, secondo il diritto di successione, il trono avrebbe dovuto passare a uno dei figli di Svjatoslav Jaroslavič, ovvero Davide o Oleg, ma i cittadini di Kiev scatenarono una rivolta e gli offrirono la carica di principe. Rimase al potere fino alla sua morte, avvenuta nel 1125. |
| Mstislav I Vladimirovič | 1125 — 1132                                    |          | Figlio di Vladimiro Monomaco, quando il padre morì stava ricoprendo la carica di principe di Belgorod. Ereditò il trono di Kiev senza combattere e senza suscitare il malcontento degli Svjatoslavič di Černihiv. Rimase al potere fino alla sua morte, avvenuta nel 1132. |
| La perdita di centralizzazione della Rus' di Kiev in principati indipendenti viene spesso ascritta all'anno della morte di Mstislav I Vladimirovič, avvenuta nel 1132. Il potere dei signori di Kiev si disgregò in fretta e portò alla costituzione di altri principati rus'; il titolo stesso divenne oggetto di contesa tra vari rami dinastici rjurikidi attivi in diverse realtà territoriali. |                                                |          | |
| Jaropolk II Vladimirovič | 1132 — 1139                                    |          | Figlio di Vladimiro Monomaco e fratello di Mstislav I Vladimirovič, dal 1114 amministrò Perejaslavl'. Dopo la morte del fratello, ereditò il trono di Kiev senza combattere. Governò fino alla sua morte, avvenuta nel 1139. |
| Vjačeslav I Vladimirovič | 1139                                           |          | Figlio di Vladimiro Monomaco e fratello di Mstislav I Vladimirovič, dopo l'ascesa al trono di Kiev del padre nel 1113, fu insediato a Smolensk. Nel 1127, durante il principato del fratello Mstislav, fu signore di Turov. Nel 1132, fu trasferito a Perejaslavl' dal fratello Jaropolk, ma nel 1134 tornò a Turov da solo, espellendo il nipote Izjaslav Mstislavič. Dopo la morte di Jaropolk, avvenuta nel febbraio del 1139, salì al trono di Kiev, ma un mese dopo fu rovesciato dal principe di Černihiv Vsevolod Olgovič e tornò a Turov. |
| Vsevolod II Olgovič | 1139 — 1146                                    |          | Rappresentante del ramo degli Olgoviči della dinastia rjurikide, era figlio di Oleg Svjatoslavič e nipote del principe di Kiev Svjatoslav Jaroslavič (r. 1073-1076). Dal 1127, esercitò la sua autorità a Černihiv. Nel marzo del 1139, un mese dopo la morte di Jaropolk Vladimirovič, spodestò il fratello Vjačeslav a Kiev e salì sul trono locale. Rimase al potere fino alla sua morte, avvenuta nel 1146. |
| Igor II Olgovič | 1146                                           |          | Rappresentante del ramo degli Olgoviči della dinastia rjurikide, era figlio di Oleg Svjatoslavič e nipote del principe di Kiev Svjatoslav Jaroslavič (r. 1073-1076), oltre che fratello di Vsevolod Olgovič. Ascese al trono principesco dopo la morte di Vsevolod nel 1146, ma due settimane dopo fu detronizzato dal principe di Perejaslavl' Izjaslav Mstislavič, dalla cui parte si schierò il popolo di Kiev. Si nascose nelle paludi vicino alla capitale per quattro giorni, ma fu catturato, portato in città e rinchiuso in un «porub» (una struttura lignea usata all’epoca come cella di detenzione). Ammalatosi gravemente, fu liberato e tonsurato monaco, ma l'anno successivo fu ucciso da una folla inferocita di kievani. |
| Izjaslav II Mstislavič | 1146 — 1149                                    |          | Rappresentante del ramo dei Mstislavič e dei Monomachi della dinastia rjurikide, era uno dei figli di Mstislav I Vladimirovič. Alla morte del padre, nel 1132, rivestiva la carica di principe di Polack, ma fu presto trasferito a regnare a Perejaslavl' e poi a Turov, da cui fu espulso dallo zio Vjačeslav nel 1134. Dal 1135 al 1142 amministrò la Volinia e dal 1142 tornò a Perejaslavl'. Due settimane dopo la morte del principe Vsevolod II Olgovič, nel 1146, con il sostegno del popolo di Kiev, rovesciò il fratello Igor II Olgovič e assunse il trono per sé. Durante la guerra civile iniziata nel 1149, fu sconfitto nei pressi di Perejaslavl' dallo zio Jurij Dolgorukij e detronizzato. |
| Jurij Dolgorukij | 1149 — 1150                                    |          | Figlio di Vladimiro Monomaco e fratello di Mstislav I Vladimirovič e di Vjačeslav I Vladimirovič, fu principe di Rostov-Suzdal' per molti anni. Durante la guerra civile iniziata nel 1149, sconfisse il nipote Izjaslav II Mstislavič vicino a Perejaslavl' e salì al trono di Kiev. Nel 1150, alla notizia dell'appropinquarsi dell'esercito di Izjaslav verso la capitale, fuggì dalla città e si rifugiò a Oster. |
| Vjačeslav I Vladimirovič (II) | 1150                                           |          | Dopo essere stato spodestato dal trono di Kiev da Vsevolod Olgovič nel 1139, tornò a Turov. Nel 1142-1143, regnò di nuovo brevemente a Perejaslavl', per poi tornare nuovamente a Turov. Dopo la morte di Vsevolod nel 1146, a causa della sua politica fallimentare, perse il principato di Turov, ricevendo in eredità la città di Peresopnijtsia in Volinia da suo nipote, il nuovo principe di Kiev Izjaslav II Mstislavič. Nel 1149, si unì al fratello Jurij Dolgorukij e lo aiutò a cacciare Izjaslav da Kiev. Jurij voleva cedere la città a Vjačeslav, ma i boiardi dissuasero Dolgorukij e Vjačeslav rimase a Vyšhorod. Quando nel 1150 Izjaslav radunò un temibile esercito composto anche da guerrieri poloviciani e cominciò a marciare verso Kiev, Jurij Dolgorukij fuggì frettolosamente da lì. Il trono principesco di Kiev fu occupato da Vjačeslav, ma quando Izjaslav arrivò a Kiev, constatando il maggior consenso di cui godeva quest'ultimo, accettò pacificamente di arrendersi e di dirigersi a Vyšhorod. |
| Izjaslav II Mstislavič (II) | 1150                                           | безрамки | Nel 1150, radunò un esercito e, insieme a varie tribù nomadi, partì alla volta di Kiev. Jurij Dolgorukij fuggì frettolosamente dalla città e il trono di Kiev fu occupato da Vjačeslav I Vladimirovič. Giunto a Kiev, contando sul sostegno del popolo locale, convinse pacificamente Vjačeslav ad arrendersi e a tornare a Vysgorod. Nello stesso anno, saputo che Jurij Dolgorukij, alleatosi con i Davidovič e gli Olgoviči, stava arrivando a Kiev da est, mentre un altro suo sostenitore, il principe galiziano Vladimirko Volodarevič, procedeva da ovest, Izjaslav richiamò a Kiev lo zio Vjačeslav I Vladimirovič da Vyšgorod, riconoscendolo come principe anziano (cioè legittimo gran principe). In seguito, si mosse contro l'esercito galiziano, sperando di sconfiggere Jurij e i suoi alleati uno ad uno. Fu però battuto nella battaglia sul fiume Ol'šanycja, dopodiché ripiegò a Kiev. Poco dopo, alla notizia dell'imminente arrivo delle truppe di Jurij da est, Izjaslav fuggì a Volodymyr, in Volinia, mentre Vjačeslav si ritirò a Vyšhorod. |
| Jurij Dolgorukij (II) | 1150 — 1151                                    |          | Dopo essere fuggito nella città di Oster, si unì ai Davidovič, agli Olgoviči e al principe di Galizia Vladimirko Volodarevič, pianificando un'offensiva ai danni di Kiev. Dopo la sconfitta di Izjaslav per mano delle forze galiziane nella battaglia del fiume Olšanica del 1150, si avvicinò a Kiev da est con il suo esercito, costringendo Izjaslav e Vjačeslav a fuggire dalla capitale. Izjaslav ottenne presto il sostegno del re d'Ungheria Geza II e, insieme a un distaccamento di truppe magiare inviatogli, costrinse Jurij a fuggire da Kiev nel 1151. |
| Izjaslav II Mstislavič (III, con Vjačeslav I Vladimirovič) | 1151 — 1154                                    |          | Fuggito a Volodymyr, Izjaslav riuscì presto a ottenere l'appoggio del re d'Ungheria Géza II, a ricevere da lui un distaccamento di truppe magiare e, con il loro aiuto, a scacciare Jurij Dolgorukij da Kiev, rifugiatosi nella città di Oster. Il giorno successivo alla presa di Kiev, Izjaslav chiamò suo zio Vjačeslav I Vladimirovič di Vyšgorod a esercitare il potere in maniera congiunta. Il duumvirato che venne a formarsi rappresentò un caso particolare, in quanto era il principe più giovane a esercitare effettivamente il potere, non il più anziano. Izjaslav regnò a Kiev fino alla sua morte, avvenuta nel novembre del 1154. In seguito, il principe di Černihiv Izjaslav Davydovič tentò di salire al trono, ma Vjačeslav non gli permise di entrare a Kiev e invitò a venire l'altro nipote, il principe di Smolensk Rostislav Mstislavič, che, come Izjaslav, lo riconobbe come principe anziano. Tuttavia, dopo un mese di governo congiunto, Vjačeslav morì. |
| Vjačeslav I Vladimirovič (III, con Izjaslav II Mstislavič) | 1151 — 1154                                    |          | Fuggito a Volodymyr, Izjaslav riuscì presto a ottenere l'appoggio del re d'Ungheria Géza II, a ricevere da lui un distaccamento di truppe magiare e, con il loro aiuto, a scacciare Jurij Dolgorukij da Kiev, rifugiatosi nella città di Oster. Il giorno successivo alla presa di Kiev, Izjaslav chiamò suo zio Vjačeslav I Vladimirovič di Vyšgorod a esercitare il potere in maniera congiunta. Il duumvirato che venne a formarsi rappresentò un caso particolare, in quanto era il principe più giovane a esercitare effettivamente il potere, non il più anziano. Izjaslav regnò a Kiev fino alla sua morte, avvenuta nel novembre del 1154. In seguito, il principe di Černihiv Izjaslav Davydovič tentò di salire al trono, ma Vjačeslav non gli permise di entrare a Kiev e invitò a venire l'altro nipote, il principe di Smolensk Rostislav Mstislavič, che, come Izjaslav, lo riconobbe come principe anziano. Tuttavia, dopo un mese di governo congiunto, Vjačeslav morì. |
| Rostislav Mstislavič | 1154                                           |          | Capostipite del ramo Rostislavič della dinastia rjurikide, strettamente imparentato con i Monomachi, era figlio di Mstislav I Vladimirovič e fratello di Izjaslav II Mstislavič. Per lungo tempo fu principe di Smolensk. Dopo la morte del fratello Izjaslav, il suo co-sovrano, Vjačeslav I Vladimirovič, chiamò Rostislav al principato di Kiev per subentrare al defunto nella medesima veste. Al suo arrivo a Kiev, Rostislav, proprio come Izjaslav, aveva subito riconosciuto Vjačeslav come principe anziano, ma un mese dopo Vjačeslav morì e Rostislav divenne l'unico sovrano del principato. Quasi immediatamente, Jurij Dolgorukij, alleato con il principe di Černihiv Izjaslav Davydovič, gli si ribellò contro. In una battaglia che ne seguì vicino a Černihiv, le truppe di Rostislav furono battute da Izjaslav e lo sconfitto fuggì a Smolensk, mentre Kiev fu occupata da Izjaslav. |
| Izjaslav Davydovič | 1154 — 1155                                    |          | Legato al ramo Davidovič della dinastia rjurikide, era figlio del principe di Černihiv Davide Svjatoslavič e nipote del principe di Kiev Svjatoslav Jaroslavič (r. 1073-1076). Dal 1151, fu principe di Černihiv. Dopo la morte di Izjaslav Mstislavič nel novembre del 1154, tentò di salire al trono di Kiev, ma non gli fu permesso di entrare in città da Vjačeslav I Vladimirovič, che preferì il fratello di Izjaslav, il principe di Smolensk Rostislav Mstislavič. Dopo la morte di Vjačeslav, sconfisse Rostislav Mstislavič, costringendolo a fuggire a Smolensk, e si affermò sul trono di Kiev. A Smolensk, Rostislav fu attaccato dall'alleato di Izjaslav, il principe di Rostov Jurij Dolgorukij. Evitando uno scontro militare, ne riconobbe la supremazia e i diritti che vantava su Kiev. Quando le truppe di Jurij Dolgorukij arrivarono nella capitale, Izjaslav fu costretto a rinunciare al potere al suo alleato senza combattere e a tornare a Černihiv. |
| Jurij Dolgorukij (III) | 1155 — 1157                                    |          | Dopo la morte di Izjaslav Mstislavič e Vjačeslav I Vladimirovič, marciò attraverso le terre di Smolensk contro il nuovo principe di Kiev Rostislav Mstislavič. Prima ancora di incontrare le truppe di Jurij, Rostislav fu sconfitto a sud dal principe di Černihiv Izjaslav Davydovič, impostosi al comando di Kiev. Giunto a Smolensk, Rostislav volle evitare uno scontro con Jurij, motivo per cui riconobbe la sua supremazia e i suoi diritti su Kiev. All'arrivo di Dolgorukij nella capitale, Izjaslav Davydovič seguì il medesimo esempio, cedendogli il trono di Kiev e tornando a Černihiv. Esercitò il potere fino alla sua morte, avvenuta nel 1157. Secondo una ricostruzione alternativa, fu avvelenato dai boiardi di Kiev. |
| Izjaslav Davydovič (II) | 1157 — 1158                                    |          | Dopo la morte di Jurij Dolgorukij, con il sostegno del popolo di Kiev, sedette sul trono locale. Durante la guerra civile del 1158-1161, che vide come protagonisti da una parte Izjaslav e i suoi alleati e dall'altra una coalizione composta dal principe di Volinia Mstislav Izjaslavič, dal principe di Galizia Jaroslav Osmomysl e dal principe di Peresopnycja Vladimiro Andrejevič, il signore di Kiev fu sconfitto nei pressi di Belgorod da Mstislav Izjaslavič e fuggì dalla capitale alla volta delle terre dei Vjatiči. |
| Mstislav II Izjaslavič | 1158 — 1159                                    |          | Discendente del ramo dei Mstislavič e dei Monomachi della dinastia rjurikide, era figlio del principe di Kiev Izjaslav Mstislavič (r. 1146-1149; 1150; 1151-1154). Fu principe di Volinia dal 1157 e durante la guerra civile del 1158-1161, si alleò con il principe galiziano Jaroslav Osmomysl e con il principe di Peresopnycja Vladimiro Andrejevič. Si scontrò con il principe di Kiev Izjaslav Davydovič, lo sconfisse nei pressi di Belgorod e salì al trono di Kiev. Invitò lo zio Rostislav Mstislavič a tornare a regnare nella capitale e, dopo aver effettuato delle trattative con lui, gli cedette il potere. |
| Rostislav Mstislavič (II) | 1159 — 1161                                    | безрамки | Dopo la sconfitta di Izjaslav nei pressi di Belgorod e la sua fuga da Kiev, Mstislav Izjaslavič, che occupava il trono di Kiev, lo invitò a regnare come primogenito della famiglia, ponendo diverse condizioni. Dopo estenuanti trattative, accettò l'offerta e tornò a Kiev. Quando le truppe di Izjaslav si avvicinarono a Kiev nel 1161, fuggì dalla capitale alla volta di Belgorod. |
| Izjaslav Davydovič (III) | 1161                                           |          | Dopo essere fuggito da Kiev nelle terre dei Vjatiči nel 1159, fu sconfitto lì da un distaccamento galiziano-voliniano. Per tutta risposta, insieme ai Poloviciani, intraprese una campagna contro il principato di Smolensk e, dopo che i signori di Novhorod-Sivers'kyj, Kursk e Vščiž passarono dalla sua parte, assediò invano Gleb Jur'evič a Perejaslavl' e conquistò Kiev con un attacco a sorpresa, costringendo Rostislav a fuggire a Belgorod. Mentre Izyaslav attaccava Rostislav a Belgorod da un mese, un esercito nemico si avvicinò alla capitale agli ordini di Mstislav Izjaslavič, Rurik Rostislavič, Vladimir Andrejevič e Basilio Jur'evič. Abbandonato dai Poloviciani, Izjaslav tentò di fuggire, ma fu raggiunto dai guerrieri nomadi, ferito mortalmente nella battaglia che ne seguì e spirò poco dopo. |
| Rostislav Mstislavič (III) | 1161 — 1167                                    |          | Dopo essere fuggito da Kiev, resistette l'assedio di Izjaslav a Belgorod per un mese. All'avvicinarsi dell'esercito dei principi suoi alleati, la ritirata e la successiva morte di Izjaslav, tornò a Kiev su loro sollecito. Rimase al potere fino alla sua morte, avvenuta nel 1167. |
| Vladimiro III Mstislavič | 1167 (incerto)                                 |          | Rappresentante del ramo Mstislavič-Monomaco della dinastia rjurikide, era figlio di Mstislav I Vladimirovič e fratello di Izjaslav Mstislavič e Rostislav Mstislavič. Nel 1167 amministrò Trepol' e all'indomani della morte del fratello, risultò il più anziano discendenti dei Monomachi ancora in vita. Resta incerto se effettivamente esercitò il potere a Kiev nel 1167: secondo la Cronaca di Laurenzio, la Prima Cronaca di Sofia e sulla base delle contraddittorie informazioni fornite dalle cronache medievali, si immagina fu quasi immediatamente espulso da Kiev e che gli subentrò Mstislav Izjaslavič. Il Codice Ipaziano, peraltro, non menziona affatto la sua parentesi come principe. |
| Mstislav Izjaslavič (II) | 1167 — 1169                                    |          | Nonostante dopo la morte di Rostislav Mstislavič il più anziano tra i Monomachi in vita fosse Vladimiro III Mstislavič, Mstislav riuscì a ottenere il sostegno di altri principi, degli abitanti di Kiev e delle tribù nomadi, affermandosi al comando nella capitale dopo aver deposto lo zio Vladimiro e averlo assediato a Vyšgorod. Nel 1169, temendo il rafforzamento di Mstislav a seguito delle sue politiche, il figlio di Jurij Dolgorukij e principe di Vladimir-Suzdal' Andrea Bogoljubskij radunò un vasto esercito guidato da suo figlio Mstislav, il quale eseguì un vittorioso assedio di Kiev e procedette poi a saccheggiarla. Tale evento costrinse Mstislav Izjaslavič a scappare in Volinia. |
| Andrea Bogoljubskij fu il primo a conquistare Kiev senza risiedervi né governarla direttamente, pur assumendo forse il titolo di "gran principe". Anziché affidare la città al parente più anziano, come prevedeva la tradizione, la assegnò a un proprio alleato, rompendo così il legame tra il trono di Kiev e l'anzianità dinastica. Da allora, l'autorità all'interno della dinastia rjurikide dipese più dal prestigio personale che dalla città amministrata. Sebbene Kiev conservasse un grande valore simbolico, il centro del potere si spostò progressivamente a nord-est, nella regione di Vladimir. Nei decenni successivi, i principi anziani di Vladimir-Suzdal' preferirono spesso cedere il controllo di Kiev a parenti dalla rilevanza secondaria, mentre al contrario i Rjurikidi attivi a Černihiv e a Smolensk si contesero con ampia frequenza la supremazia sulla capitale, tentando di insediarvisi o in autonomia o costituendo un duumvirato. |                                                |          | |
| Gleb Jur'evič | 1169 — 1170                                    |          | Rappresentante del ramo degli Jur'evič-Monomachi della dinastia rjurikide, era figlio di Jurij Dolgorukij e fratello di Andrea Bogoljubskij. Dal 1155 fu principe di Pereyaslavl' e dopo la presa di Kiev nel 1169 da parte dell'esercito di Rostov-Suzdal, fu lasciato a regnare a Kiev dal figlio di Andrea Bogoljubskij, Mstislav. Nel 1170, Mstislav Izjaslavič, insieme al fratello Jaroslav, ai principi galiziani, di Turov e di Hrodna e ai Poloviciani, si avvicinò a Kiev e, approfittando della partenza di Gleb per Pereyaslavl', occupò la città. |
| Mstislav II Izjaslavič (III) | 1170                                           |          | Nel 1170, insieme a un esercito composto dal fratello Jaroslav, da combattenti galiziani, di Turov, di Hrodna e dai Poloviciani, si avvicinò a Kiev e, approfittando della partenza di Gleb per Perejaslavl', occupò la città. Espugnata Kiev, insieme al suo seguito assediò presto Davide Rostislavič, alleato di Andrea Bogoljubskij, a Vyšhorod. Poiché l'attacco fallì, i nobili al fianco di Mstislav iniziarono ad abbandonare la coalizione, costringendolo a ritirarsi presso la Porta d'Oro di Kiev e ad assumere posizioni difensive. Avendo saputo dell'attraversamento del Dnepr da parte di Gleb Jur'evič con i Poloviciani, lasciò la capitale e si recò in Volinia, dove morì poco più tardi. |
| Gleb Jur'evič (II) | 1170 — 1171                                    |          | Quando Mstislav occupò Kiev, Gleb radunò un esercito a Perejaslav comprensivo anche di forze poloviciane, e, approfittando dell'assedio fallito di Vyšhorod da parte di Mstislav, marciò verso la capitale. Quando Mstislav venne a sapere che le truppe di Gleb avevano attraversato il Dnepr, abbandonò la città e si ritirò in Volinia. Gleb rimase al potere fino alla sua morte nel 1171. Secondo una ricostruzione alternativa, fu avvelenato dai boiardi di Kiev, così come lo era stato suo padre Jurij Dolgorukij. |
| Vladimiro III Mstislavič (II) | 1171                                           |          | Dopo la morte di Gleb Jur'evič, fu chiamato dai suoi nipoti Davide e Mstislav al trono di Kiev. Occupò la capitale senza farsi scoprire da Jaroslav II Izjaslavič e da Andrea Bogoljubskij. Quest'ultimo chiese a Vladimiro di rinunciare al potere; dopo meno di tre mesi e prima che potesse avere luogo qualsiasi azione militare contro di lui, Vladimiro morì. |
| Michele Jur'evič | 1171                                           |          | Legato al ramo Jur'evič-Monomaco della dinastia rjurikide, era figlio del principe di Kiev Jurij Dolgorukij (r. 1149-1150, 1150-1151, 1155-1157), oltre che fratello di Andrea Bogoljubskij e del principe di Kiev Gleb Jur'evic (r. 1169-1170, 1170-1171). Salì al trono principesco dopo la morte di Vladimiro III Mstislavič, ma Andrea Bogoljubskij inviò a Kiev il principe di Smolensk Romano Rostislavič. |
| Romano Rostislavič | 1171 — 1173                                    |          | Legato al ramo Rostislavič della dinastia rjurikide, era figlio del principe di Kiev Rostislav Mstislavič (r. 1154, 1159-1161, 1161-1167). Dal 1167 fu principe di Smolensk, mentre venne insignito del titolo di principe di Kiev da Andrea Bogoljubskij dopo la morte dei grandi principi di Kiev Gleb Jur'evič e Vladimiro III Mstislavič nel 1171. Nel 1173, si rifiutò di consegnare ad Andrea Bogoljubskij i boiardi sospettati di aver assassinato il principe Gleb Jur'evič, dopodiché, su richiesta di Andrea, infuriato per il suo rifiuto, si ritirò da Kiev alla volta di Smolensk. |
| Vsevolod III Jur'evič | 1173                                           |          | Soprannominato dal "Gran Nido" e discendente dal ramo dei Monomachi della dinastia rjurikide, era figlio del principe di Kiev Jurij Dolgorukij (r. 1149-1150, 1150-1151, 1155-1157) e fratello di Andrea Bogoljubskij e dei principi di Kiev Gleb Jur'evič (r. 1169-1170, 1170-1171) e Michele Jur'evič (r. 1171, 1173). Dopo l'espulsione di Romano Rostislavič da Kiev, Andrea Bogoljubskij nominò Michele Jur'evič al trono di Kiev, ma questi non volle raggiungerla, mandandovi il fratello Vsevolod con suo nipote Jaropolk Rostislavič. Cinque settimane dopo l'ascesa al trono di Vsevolod, i Rostislavič di Smolensk precedentemente esiliati, ovvero i fratelli di Romano di nome Rurik, Davide e Mstislav, entrarono in gran segreto a Kiev di notte e, dopo aver catturato Vsevolod e Jaropolk, insediarono Rurik al potere. Vsevolod e Jaropolk furono riscattati dalla prigionia dal fratello Michele o scambiati con il principe galiziano Vladimiro. Successivamente, dal 1176 al 1212, regnò a Vladimir. A partire dal 1186, nel Codice di Laurenzio viene sempre chiamato «gran principe [di Vladimir]» e fu il primo dei sovrani di Vladimir a usufruire di questa formula in maniera permanente. |
| Rurik Rostislavič | 1173                                           |          | Rappresentante del ramo dei Rostislavič di Smolensk della dinastia rjurikide, era figlio del principe di Kiev Rostislav Mstislavič (r. 1154, 1159-1161, 1161-1167) e fratello del principe di Kiev Romano Rostislavič (r. 1171-1173, 1174-1176). Dal 1167, si insediò a Ovruč. Cinque settimane dopo l'espulsione di suo fratello Romano Rostislavič dalla capitale e l'ascesa al trono di Vsevolod, insieme ai suoi fratelli Davide e Mstislav, entrò di nascosto a Kiev di notte e, dopo aver catturato Vsevolod e Jaropolk, si impadronì di Kiev. Poco dopo, mentre l'esercito di Andrea Bogoljubskij si avvicinava a Kiev al comando di suo figlio Jurij e del voivoda Boris Židislavič, fuggì dalla città e si asserragliò a Belgorod. |
| Jaroslav II Izjaslavič | 1173 — 1174                                    |          | Legato al ramo Mstislavič-Monomaco della dinastia rjurikide, era figlio del principe di Kiev Izjaslav II Mstislavič (r. 1146-1149, 1150, 1151-1154) e fratello del principe di Kiev Mstislav Izjaslavič (r. 1158-1159, 1167-1169, 1170). Dal 1157 divenne principe di Luc'k. Dopo essere stato cacciato da Kiev, Rurik si recò a Belgorod, Mstislav a Vyšgorod e Davide in Volinia, allo scopo di domandare aiuto a Jaroslav. Il principe di Černihiv Svjatoslav III Vsevolodovič, divenuto a quel punto il comandante delle truppe alleate di Andrea Bogoljubskij in virtù della sua anzianità, cinse d'assedio Mstislav a Vyšgrod, mentre nel frattempo un esercito partito dalla Volinia al comando di Jaroslav si avvicinò a Kiev. Dopo aver negoziato con i Rostislavič di Smolensk e gli Olgoviči di Černihiv, Jaroslav si schierò dalla parte dei primi, che gli avevano promesso il principato di Kiev. Di conseguenza, l'esercito degli alleati di Andrea Bogoljubskij fu sconfitto e si ritirò. Tuttavia, ben presto il principe di Černihiv Svjatoslav III Vsevolodovič attaccò inaspettatamente Kiev e Jaroslav fu costretto a fuggire di nuovo a Luc'k. |
| Svjatoslav III Vsevolodovič | 1174                                           |          | Legato al ramo Olgoviči della dinastia rjurikide, era figlio del principe di Kiev Vsevolod II Olgovič (r. 1139-1146). Dal 1164, divenne signore di Černihiv. Dopo l'avvicinamento a Kiev dei soldati voliniani guidati da Jaroslav II Izjaslavič e la sconfitta subita contro gli avversari, si ritirò dalla capitale; tuttavia, poco dopo, si mosse autonomamente verso Kiev, scacciò Jaroslav Izjaslavič II e si impadronì del trono principesco. Fu comunque presto costretto ad abbandonare Kiev, poiché il suo possedimento principale, il principato di Černihiv, fu attaccato da suo cugino Oleg II Svjatoslavič. |
| Jaroslav II Izjaslavič (II) | 1174                                           |          | Avendo appreso che Svjatoslav, responsabile della sua cacciata, aveva lasciato la città per combattere Oleg Seversky, occupò Kiev senza incontrare alcuna resistenza. Poco dopo la morte di Andrea Bogoljubskij, avendo appreso dell'arrivo in aiuto dei Rostislavič del loro fratello, il principe di Smolensk Romano Rostislavič, volle cedere volontariamente a lui Kiev e preferì tornare nuovamente a Luc'k. Morì prima del 1180. |
| Romano Rostislavič (II) | 1175 — 1176 (o 1177)                           |          | Quando si recò a Kiev per aiutare i suoi fratelli Rostislavič, il trono principesco gli fu ceduto volontariamente da Jaroslav II Izjaslavič. Dopo la sconfitta subita dai Poloviciani per colpa del fratello nella battaglia di Rostovec, Davide Rostislavič si rifiutò di punirlo su richiesta del principe di Černihiv Svjatoslav III Vsevolodovič. Per tutta risposta, i fratelli di Svjatoslav, Jaroslav e Oleg, attraversarono il Dnepr, sottomettendo il principe di Trepol' Mstislav Vladimirovič. Dopo averlo saputo, Romano lasciò Kiev e raggiunse Belgorod. |
| Svjatoslav III Vsevolodovič (II) | 1176 — 1180                                    |          | Dopo la sconfitta subita dai Poloviciani nella battaglia di Rostov per colpa del fratello del principe di Kiev, Davide Rostislavič chiese a Romano Rostislavič di punire il colpevole e, dopo il suo rifiuto, mandò i suoi fratelli oltre il Dnepr, dove costrinsero il principe di Trepol' Mstislav Vladimirovič a passare dalla loro parte. Dopo aver appreso la notizia, Romano lasciò Kiev e si trasferì a Belgorod. Ciò fece sì che Svjatoslav rioccupasse il trono di Kiev, mentre le terre circostanti rimasero nelle mani dei Rostislavič. Nel 1180, dopo uno scontro con Davide Rostislavič e dopo aver constatato di trovarsi in una situazione estremamente complicata, volle evitare ogni disputa con i Rostislavič e partì per Černihiv. |
| Rurik Rostislavič (II) | 1180 — 1181                                    |          | Nel 1180, dopo uno scontro con Davide Rostislavič, temendo per la propria incolumità a Kiev e con l'intenzione di radunare un esercito per allontanare i Rostislavič dai dintorni di Kiev, Svjatoslav III Vsevolodovič si recò a Černihiv e Rurik occupò la capitale. Partito con i suoi uomini, Svjatoslav condusse una brillante campagna militare verso Kiev e, al suo arrivo, Rurik lasciò la città in direzione di Belgorod. |
| Svjatoslav III Vsevolodovič (III) (con Rurik Rostislavič) | 1181 — 1194                                    |          | Dopo la sua campagna nel nord, si diresse verso Kiev. Avvicinandosi, Rurik si spostò a Belgorod e Svjatoslav occupò la città senza combattere. Rimase al potere fino alla sua morte, avvenuta nel 1194, assieme a Rurik Rostislavič, con il quale costituì un lungo duumvirato sin dal suo insediamento. |
| Rurik Rostislavič (III) | 1194 — 1202                                    |          | Dopo aver governato assieme a Svjatoslav III Vsevolodovič con il consenso del gran principe di Vladimir Vsevolod III Jur'evič (r. 1176-1212), si affermò come unico sovrano nella capitale. Nel 1196, Vsevolod III innescò una lite tra Rurik e il principe di Volinia Romano Mstislavič per l'assegnazione di alcuni appannaggi nella moderna Ucraina centrale. Durante la lunga faida, nel 1202 Romano riuscì a radunare un grande esercito contro Rurik, inclusi i Poloviciani. Mentre il suo esercito si avvicinava a Kiev, gli abitanti della città gli aprirono le porte ed egli la occupò Podol. Arresosi al nemico, Rurik lasciò Kiev e si diresse a Vručij. Nel tentativo di rimarcare la propria autonomia rispetto a Vsevolod III, aveva anch'egli adottato il titolo di "gran principe", sia pur abbastanza inconsistentemente, poiché varie cronache rifiutano di riconoscergli questa formula. |
| Romano Mstislavič | 1202                                           |          | Legato al ramo dei Mstislavič della dinastia rjurikide, era figlio del principe di Kiev Mstislav II Izjaslavič (r. 1158-1159, 1167-1169, 1170), di Volinia (r. 1170-1187, 1188-1199), di Galizia (r. 1188) e, dal 1199, primo principe della Galizia-Volinia unite. Durante la lunga faida con Rurik, nel 1202 Romano occupò i dintorni di Kiev e costrinse Rurik a lasciare la città, i cui abitanti preferivano anch'essi scacciarlo. Tuttavia, non rimase a regnare a Kiev, ponendo sul trono suo nipote, il principe di Luc'k Ingvar Jaroslavič. Il Codice di Laurenzio attesta che, con l'approvazione di Vsevolod III Jur'evič, Ingvar ascese al trono della capitale. Dal 1201 al 1205, Romano nominò a tutti gli effetti i suoi protetti sul trono di Kiev (a differenza di Andrea Bogoljubskij, che si era trovato in una situazione simile un trentennio prima, si recò personalmente nel principato di Kiev per risolvere la questione). Nonostante non governasse a Kiev, i suoi contemporanei lo percepirono come il principe locale. Nel Codice Ipaziano figura nell'elenco dei principi di Kiev (a cavallo tra Rurik Rostislavič e Mstislav Romanovič). Il cronista della Galizia-Volinia lo definisce «autocrate di tutta la Rus'». |
| Ingvar Jaroslavič | 1202 — 1203                                    |          | Legato al ramo Mstislavič-Monomaco della dinastia rjurikide, era figlio del principe di Kiev Jaroslav II Izjaslavič (r. 1173-1174). Fu principe di Luc'k dal 1180 e ascese al trono di Kiev grazie all'intervento di Romano Mstislavič, a seguito dell'espulsione di Rurik. Già il 2 gennaio 1203, Rurik Rostislavič, alleatosi con gli Olgoviči e i Poloviciani, conquistò Kiev alla testa di un formidabile esercito e ordinò di trucidarne la popolazione. Il ruolo di Ingvar durante questo frangente non viene ben definito dalle fonti: forse fuggì dalla città prima dell'inizio dell'assedio. |
| Rurik Rostislavič (IV) | 1203 — 1204                                    |          | Il 2 gennaio 1203, Rurik Rostislavič, alleatosi con gli Olgoviči e i Poloviciani, conquistò Kiev alla testa di un formidabile esercito e ordinò di trucidarne la popolazione. Poiché non voleva insediarsi in una città dove i pochi superstiti avrebbero potuto difficilmente convivere con lui, a febbraio Rurik andò a Vručij. Lì fu raggiunto da Romano Mstislavič, che volle con lui concludere un'intesa ai sensi della quale Rurik sarebbe tornato a Kiev a patto di rinunciare all'alleanza con gli Olgoviči e ai Poloviciani, a rinunciare alle incursioni in Galizia e a riconoscere non solo l'anzianità di Vsevolod III Jur'evič, ma anche dei «suoi figli», rinunciando dunque ai diritti della sua famiglia dopo la morte di Vsevolod. Nell'inverno del 1203, Rurik prese parte a una vasta campagna con Romano contro i Poloviciani per suggellare la pace prima raggiunta organizzata da Romano Mstislavič. Sulla via del ritorno, Romano e Rurik con i loro figli si fermarono a Trepol', dove per motivi ignoti entrarono in contrasto e il principe di Galizia decise di imprigionarlo assieme ai figli. In quel contesto, costrinse Rurik a farsi monaco e a rinunciare così a ogni pretesa politica. Su insistenza (o suggerimento) di Vsevolod III Jur'evič, tuttavia, Romano liberò il primogenito di Rurik dopo averlo portato in Galizia, Rostislav Rurikovič. Costui era sposato con Verkhuslava, una figlia di Vsevolod III, e fu designato principe di Kiev. |
| Rostislav Rurikovič | 1204 — 1205                                    |          | Discendente dei Rostislavič di Smolensk della dinastia rjurikide, era figlio del principe di Kiev Rurik Rostislavič (r. 1173, 1181, 1194-1202, 1202-1203, 1205-1206, 1207-1210) e dal 1195, amministrò Torčesk. Nel 1204, mentre si trovava a Trepol' con Romano Mstislavič, fu catturato insieme al padre dal principe di Kiev Rurik Rostislavič. Fu condotto come prigioniero in Galizia, ma dopo le trattative tra Romano e il suocero di Rostislav, Vsevolod III Jur'evič, fu liberato e trasferito a Kiev al posto del padre, che era stato costretto a farsi monaco. Nel giugno del 1205, Romano Mstislavič fu ucciso nella battaglia di Zawichost, uno scontro combattuto contro i polacchi. Dopo averlo saputo, il padre di Rostislav, Rurik, svestì gli abiti da monaco e si insediò nuovamente come principe di Kiev al posto del figlio. |
| Rurik Rostislavič (V) | 1205 — 1206                                    |          | Alla notizia della morte di Romano Mstislavič nel giugno del 1205, Rurik svestì gli abiti da monaco e subentrò come principe di Kiev al posto del figlio. Nel 1206, Kiev fu occupata dal principe di Černihiv Vsevolod Čermnyj, circostanza la quale costrinse Rurik a partire nuovamente per Vručij. |
| Vsevolod Čermnyj | 1206                                           |          | Rappresentante del ramo degli Olgoviči della dinastia rjurikide, era figlio del principe di Kiev Svjatoslav III Vsevolodovič (r. 1174, 1176-1181, 1181-1194). Dal 1202, si affermò a Černihiv. Occupò Kiev nel 1206, ma nello stesso anno Rurik, dopo essersi unito ai suoi figli e nipoti, scacciò gli Olgoviči da Kiev. |
| Rurik Rostislavič (VI) | 1206 — 1207                                    |          | Dopo essersi unito a Vručij con i suoi figli e nipoti, Rurik scacciò Vsevolod Čermnyj da Kiev. Costui giunse in inverno con i suoi fratelli e i Poloviciani per conquistare Kiev, resistette per tre settimane, ma non riuscì a espugnarla e tornò indietro senza aver ottenuto nulla. Nel 1207, Vsevolod Čermnyj, dopo essersi unito al principe di Turov e a Vladimir Igorevič di Galizia, si avvicinò a Kiev e Rurik fuggì di nuovo a Vručij. |
| Vsevolod Čermnyj (II) | 1207                                           |          | Nel 1207, dopo essersi unito al principe di Turov e a Vladimir Igorevič di Galizia, si avvicinò a Kiev e Rurik fuggì di nuovo a Vručij. Nello stesso anno, Rurik si presentò improvvisamente a Kiev e scacciò Vsevolod. |
| Rurik Rostislavič (VII) | 1207 — 1208 (?)                                |          | Nell'autunno del 1207, Rurik si presentò improvvisamente a Kiev e scacciò Vsevolod Čermnyj. Non è certo se rimase al potere fino alla sua morte o meno, in quanto l'anno in cui spirò fu il 1208, malgrado i dubbi sul quando morì restano grosso modo irrisolti. |
| Vsevolod Čermnyj (III) | 1208 (?) — 1212                                |          | Subentrato presumibilmente al potere dopo la scomparsa di Rurik, ascese con il consenso di Vsevolod III Jur'evič. Negli anni seguenti, si preoccupò di ridurre la morsa dei Rostislavič attorno a Kiev e provò a sottrarre loro alcuni insediamenti, ma l'intervento di Mstislav Mstislavič costrinse Vsevolod a lasciare Kiev e a recarsi a Černihiv. In quella circostanza, Mstislav si disse favorevole a insediare Ingvar Jaroslavič, ma è incerto se si ascese al trono o se l'insediamento gli fu impedito da Mstislav Romanovič, che assunse il potere per sé. |
| Ingvar Jaroslavič (II) | 1212 (?)                                       |          | Quando Vsevolod Čermnyj fu scacciato dai Rostislavič, Mstislav Mstislavič, uno dei più influenti membri della famiglia, propose la nomina di Ingvar. Quando Mstislav andò via da Kiev, resta però incerto se effettivamente gli fu permesso di governare, sia pur per breve periodo, o se invece dovette rassegnarsi all'ascesa di un altro Rostislavič, Mstislav Romanovič. |
| Mstislav Romanovič | 1212 — 1223                                    |          | Legato ai Rostislavič di Smolensk della dinastia rjurikide, era figlio del principe di Kiev Romano Rostislavič (r. 1171-1173, 1174-1176). Dal 1197, esercitò la sua autorità a Smolensk. Dopo l'espulsione di Vsevolod Čermnyj da Kiev, subentrò alla breve parentesi al potere di Ingvar Jaroslavič o forse impedì che quest'ultimo venisse insediato, contravvenendo alla volontà di Mstislav Mstislavič. Nel 1223, tre giorni dopo la sconfitta nella battaglia del fiume Kalka, fu catturato dai mongoli e ucciso. |
| Vladimiro Rurikovič | 1223 — 1235                                    |          | Legato ai Rostislavič di Smolensk della dinastia rjurikide, era figlio del principe Rurik Rostislavič (r. 1173, 1181, 1194-1202, 1202-1203, 1205-1206, 1207-1208) e fratello del principe di Kiev Rostislav Rurikovič (r. 1204-1205). Dal 1219 esercitò la sua autorità a Vručij, mentre assunse il controllo del principato di Kiev dopo la morte di Mstislav Romanovič. Nel 1235, durante la guerra civile nella Rus' meridionale scoppiata nel 1228, assediò Černihiv assieme a Danilo Romanovič, ma fu sconfitto a Torčesk. In seguito si ritirò a Kiev, ma fu catturato dai Poloviciani e perse il principato di Kiev a favore di Izjaslav Vladimirovič. |
| Izjaslav Vladimirovič | 1235 — 1236                                    |          | Le sue origini sono incerte per via del fatto che le più antiche cronache non ne menzionano il patronimico (benché si presuma sia "Vladimirovič"). Dopo la sconfitta riportata nella battaglia di Torčesk e la sua cattura per mano dei Poloviciani, Vladimiro Rurikovič rinunciò al principato di Kiev in favore di Izjaslav. Nel 1236, Vladimiro Rurikovič, liberato dalla prigionia, e Danilo Romanovič, d'accordo con il principe di Vladimir Jurij II Vsevolodovič, chiesero aiuto al principe di Novgorod Jaroslav Vsevolodovič. Dopo aver occupato Kiev, Jaroslav iniziò a regnarvi in maniera indipendente. |
| Jaroslav II Vsevolodovič | 1236 — 1238                                    |          | Legato al ramo Jur'evič della dinastia rjurikide, era figlio di Vsevolod III Jur'evič, che fu principe di Kiev (r. 1173) e di Vladimir (r. 1176-1212), oltre che fratello dei principi di Vladimir Jurij Vsevolodovič (r. 1212-1216, 1218-1238), Costantino Vsevolodovič (r. 1216-1218) e Svjatoslav Vsevolodovič (r. 1246-1248). Nel 1236, Vladimiro Rurikovič, liberato dalla prigionia, e Danilo Romanovič, in armonia con il principe di Vladimir Jurij Vsevolodovič, chiesero aiuto al principe di Novgorod Jaroslav Vsevolodovič. Dopo aver occupato Kiev ed espulso Izjaslav, Jaroslav iniziò a esercitare il potere in maniera indipendente. Nel 1238, dopo la morte del fratello Jurij Vsevolodovič nella battaglia del fiume Sit nell'ambito dell'invasione mongola della Rus', lasciò Kiev e si trasferì a regnare a Vladimir. |
| Michele Vsevolodič | 1238 — 1240                                    |          | Discendenti del ramo degli Olgoviči della dinastia rjurikide, era figlio del principe di Kiev Vsevolod Čermnyj (r. 1206, 1207, 1208-1212). Dal 1223, esercitò la sua autorità a Černihiv. Occupò Kiev dopo che Jaroslav Vsevolodovič partì alla volta di Vladimir. Nella primavera del 1240, le truppe mongole al comando di Munke si palesarono alle porte di Kiev. Alla vista del nemico, Michele fuggì dalla città dapprima in Ungheria e poi in Polonia. |
| Rostislav III Mstislavič | 1240                                           |          | Rappresentante dei Rostislavič di Smolensk della dinastia rjurikide, era figlio del principe di Smolensk Mstislav Davidovič. Secondo un'altra versione, era figlio del principe di Kiev Mstislav Romanovič (r. 1212-1223). Amministrò Smolensk dal 1230 al 1232. Occupò Kiev dopo la fuga di Michele Vsevolodovič in Ungheria, ma ben presto Danilo Romanovič «giunse con un esercito a Kiev, conquistò la città, catturò Rostislav e lo trascinò con sé». |
| Danilo Romanovič | 1240                                           |          | Rappresentante del ramo Mstislavič della dinastia rjurikide, era figlio del principe di Kiev Romano Rostislavič (r. 1202). Fu principe di Galizia e di Volinia. All'inizio del 1240, Halyč e Kiev, che prima della sua fuga erano appartenute a Michele Vsevolodič, furono occupate da Danilo, che vi insediò i suoi governatori. Tuttavia, alla fine dell'anno, ancor prima che i mongoli conquistassero Kiev, anche Danilo fuggì con la sua famiglia, prima in Ungheria e poi in Polonia. |
| Nel dicembre del 1240, Kiev fu presa d'assalto e devastata dalle truppe mongole. Confluita sotto il controllo diretto degli invasori, Kiev rimase amministrata da un funzionario mongolo (darughači) fino al 1243, quando fu ceduta a Jaroslav Vsevolodovič dopo che questi rese loro omaggio. Dopo l'invasione mongolo-tatara, la Rus' perse la propria autonomia e divenne vassalla dall'impero mongolo. I sovrani venivano designati con il consenso dell'Orda d'Oro, che consegnava a chi prestava giuramento di sottomissione una lettera patente (yarlyk). Dal 1249-1250, il trono di Kiev rimase di fatto vacante, vedendo succedersi soltanto una serie di principi o pretendenti che non si insediarono mai a Kiev. La città rimase verosimilmente sotto il saldo dominio dei tatari fino alla fine del secolo, quando il trono venne occupato da una dinastia forse legata ai Rjurikidi originaria di Putyvl'.                                                |                                                |          | |
| Amministrazione mongola (darughači) --------- Michele Vsevolodič (II, de iure) | 1241 — 1243                                    |          | Quando i mongoli terminarono le proprie campagne nella Rus', i principi fuggiti iniziarono a tornare e a cercare di ripristinare la propria autorità nei loro vecchi possedimenti. Ai sensi di un accordo firmato tra Danilo Romanovič e Michele Vsevolodič, il primo riconobbe la supremazia di Michele su Kiev. Quest'ultimo non si insediò però nella capitale, ma «vicino a Kiev, su un'isola», poiché di fatto essa era amministrata da un funzionario mongolo causa (darughači). Nel 1243, Michele di Černigov ricevette l'ordine di raggiungere Batu, dopodiché fuggì in Ungheria. |
| Jaroslav II Vsevolodič (II) | 1243 — 1246 (de iure)                          |          | Dal 1238 fu gran principe di Vladimir. Nell'inverno del 1242-1243, tre importanti sovrani rus' (il principe di Vladimir Jaroslav Vsevolodič, il principe di Galizia-Volinia Danilo Romanovič e il principe di Černihiv Michele Vsevolodovič) ricevettero tutti un invito a comparire davanti a Batu Khan di persona. Ognuno di loro aveva precedentemente amministrato la capitale nominale di Kiev. La questione riguardava il riconoscimento della dipendenza vassalla e, in caso affermativo, chi di loro dovesse essere approvato come principe di Kiev e, di conseguenza, la maggiore autorità tra i principi rus'. Danilo e Michele rifiutarono di recarsi, mentre Haroslav si recò da Batu nel 1243 e fu riconosciuto come «più anziano» (e dunque candidato più legittimo) tra tutti gli esponenti rus'. Governò fino alla sua morte, avvenuta nel 1246. |
| Svjatoslav III Vsevolodovič | 1246 — 1249 (de iure)                          |          | All'inizio del 1246, Jaroslav Vsevolodič si recò di nuovo a Batu con i suoi fratelli Svjatoslav e Ivan. Da lì fu inviato a Karakorum per partecipare alla cerimonia di intronizzazione di Güyük come gran khan. Il 30 settembre 1246, Jaroslav Vsevolodič morì e lo sostituì suo fratello Svjatoslav in qualità di principe di Kiev. |
| Alessandro Nevskij | 1249 — 1263 (de iure)                          |          | Legato al ramo Jur'evič della dinastia rjurikide, era figlio del principe di Kiev (r. 1236-1238, 1243-1246) e di Vladimir (r. 1238-1246) Jaroslav Vsevolodovič. Dopo la morte del padre, suo fratello Svjatoslav divenne principe di Kiev. I figli maggiori di Jaroslav, Alessandro e Andrea, contestarono la successione e si trasferirono alla corte di Batu, dopodiché a Karakorum. Lì, nel 1249, ad Alessandro furono garantite «Kiev e tutte le terre rus'», ovvero avvenne il riconoscimento della sua anzianità a scapito di ogni altro suo principe conterraneo. Ad Andrea, invece, toccò il trono di Vladimir. Rimase al potere fino alla sua morte, avvenuta nel 1263, pur non insediandosi mai a Kiev per sua volontà. |
| Jaroslav III Jaroslavič (?) | 1263 — 1272 (incerto)                          |          | Legato al ramo Jur'evič della dinastia rjurikide, era figlio del principe di Kiev (r. 1236-1238, 1243-1246) e di Vladimir (1238-1246) Jaroslav Vsevolodovič, oltre fratello del principe di Kiev (r. 1249-1263) e di Vladimir (r. 1252-1263) Alessandro Nevskij. Nella Cronaca di Hustyn, un'opera di epoca tarda, è definito principe di Kiev, ma quest'informazione è generalmente considerata inaffidabile. |
| Lev Danilovič | 1271 — 1301 (pretendente)                      |          | Figlio di Danilo Romanovič, che fu principe di Kiev (r. 1239-1240), è conosciuto soprattutto per la fondazione della città di Leopoli. Accampò delle rivendicazioni su Kiev e sulle terre circostanti soprattutto tra il 1270 e il 1290, ma pare esse non si tramutarono mai in qualcosa di più concreto. |
| Dinastia di Putyvl' | fine XIII secolo — primo quarto del XIV secolo |          | Non si conosce l'esatta cronologia temporale che vide i membri di questa dinastia di probabile discendenza rjurikide succedersi al potere, i quali comunque non si sostituirono all'autorità dei tatari. Si conoscono soltanto i nomi ricostruiti dagli studiosi sulla base di un libro sinodale oggi andato perduto e conservato presso il Monastero della Trasfigurazione di Novgorod-Severskij: Ivan di Putyvl', suo figlio Ivan-Vladimir Ivanovič (1301 circa?), Andrea di Ovruč e suo figlio Basilio. |
| Stanislao Ivanovič | ? - 132?                                       |          | Figura sulla quale permangono vari dubbi storiografici, si conoscono informazioni a suo proposito soltanto a partire dal 1323 circa, quando ebbe luogo la battaglia del fiume Irpin' e il granduca lituano Gedimino condusse una campagna che lo condusse alle porte di Kiev. Verosimilmente, il principe Stanislao abbandonò la città e si recò a Rjazan'. |
| La battaglia del fiume Irpin' del 1323 circa consentì al Granducato di Lituania di espandere la propria area d'influenza nella vecchia Rus', in particolare anche a Kiev. L'insediamento lituano, tuttavia, non comportò un definitivo allontanamento dei tatari né nell'immediato né quando ebbe luogo la battaglia delle Acque Blu del 1363, quando i baltici si assicurarono un maggiore controllo della città. Si assistette pertanto per decenni alla presenza di un principe affiliato ai baltici e a un funzionario tataro. Il principato passò nelle mani della nobile famiglia degli Olšanski (in lituano Alšėniškiai) e, in seguito, degli Olelkovič, un ramo cadetto della dinastia regnante lituana, i Gediminidi. |                                                |          | |
| Teodoro | 132? o prima del 1331 — 1362                   |          | Forse fratello del granduca di Lituania Gedimino (r. 1316-1341) e battezzato con il nome di Teodoro (il suo nome pagano resta sconosciuto), Teodoro fu da lui insediato dopo la cacciata di Stanislao e, al suo fianco, venne nominato quale suo namestnik (vice) Algimantas Mindaugaitis Alseniskis. Secondo una ricostruzione alternativa, invece, Algimantas sarebbe rimasto principe dal 1324 al 1331 prima di Teodoro. Teodoro ricoprì probabilmente la carica fino al 1362, quando venne rimpiazzato da Vladimiro Olgerdovič per volontà del granduca Algirdas. |
| Vladimiro Olgerdovič | 1362 — 1394                                    |          | Figlio del granduca di Lituania Algirdas (r. 1345-1377), fu assegnato alla gestione di Kiev quando i lituani ne conquistarono definitivamente il controllo dopo la battaglia delle Acque Blu. Abbandonò la città quando suo fratello Skirgaila lo scacciò; poiché si arrese senza combattere, gli fu assegnata in gestione Sluck. |
| Skirgaila | 1395 — 1397                                    |          | Figlio del granduca di Lituania Algirdas (r. 1345-1377), scacciò suo fratello Vladimiro da Kiev e vi insediò nel 1395, preservando quel titolo fino alla sua morte, avvenuta nel 1397 e forse per avvelenamento. |
| Ivan Olšanski (come reggente) | 1397 o 1399 — 1402 circa                       |          | Legato alla famiglia degli Olšanski e cognato del granduca di Lituania Vitoldo r. 1401-1430), amministrò per qualche anno Kiev in qualità di reggente dopo la morte di Skirgaila. |
| Andrea | 1412 circa — 1422                              |          | Legato alla famiglia degli Olšanski, era figlio di Ivan Olšanski. Fu designato dopo un decennio in cui si successero principi ignoti o in cui semplicemente il titolo di principe di Kiev non fu riservato a nessuno. |
| Michele IV | 1422 circa — 1432 circa                        |          | Legato alla famiglia degli Olšanski, era figlio di Ivan Olšanski. Viene indicato dalle fonti come «capitaneus» di Kiev. |
| Ivan Vladimirovič Belskij | 14?? — 14??                                    |          | Legato al ramo Olelkovič della dinastia gediminide e figlio di Vladimiro Olgerdovič, che fu principe di Kiev (r. 1362-1394), non era il suo primogenito e, pertanto, si ritiene che semmai fosse stato effettivamente principe, la sua nomina risultò provvisoria. |
| Švitrigaila | 1432 — 1440                                    |          | Ultimogenito del granduca di Lituania Algirdas (r. 1345-1377), lottò per gran parte della sua vita nel tentativo di ricoprire la stessa carica del padre. Riuscì nell'intento, sia pur per breve periodo (r. 1430-1432), e fu principe di Kiev per otto anni. |
| Alessandro Olelka | 1440 — 1454                                    |          | Legato al ramo Olelkovič della dinastia gediminide e primogenito di Vladimiro Olgerdovič, che fu principe di Kiev (r. 1362-1394), ricevette come suo padre il titolo di principe di Kiev. |
| Simone Olelkovič | 1454 — 1470                                    |          | Legato al ramo Olelkovič della dinastia gediminide, era figlio di Alessandro Olelka, che fu principe di Kiev (r. 1443-1454) e suo predecessore. Dopo Simone, il titolo di principe di Kiev, che in verità aveva già da tempo una valenza puramente onorifica, fu abolito definitivamente e convertito in quello di voivoda di Kiev. |